# Uniwersytet Lipawski
Uniwersytet Lipawski (łot. Liepājas Universitāte, LU) – uczelnia łotewska powstała w 2008. Jest to jedyna tego typu placówka naukowa w Kurlandii. 

## Życiorys
Placówka powstała w 1954 jako miejsce kształcenia kadr dla szkół łotewskich. 
W latach 1954–1961 nosiła nazwę Lipawskiego Instytutu Pedagogicznego, następnie zaś Lipawskiego Państwowego Instytutu Pedagogicznego (1961–1966), Lipawskiego Państwowego Instytutu Pedagogicznego im. Vilisa Lācisa (1966–1990), ponownie Lipawskiego Instytutu Pedagogicznego (1990–1993), Lipawskiej Wyższej Szkoły Pedagogicznej (1993–1998) oraz Lipawskiej Akademii Pedagogicznej (1998–2008). 
Uniwersytet Lipawski powstał w 2008 na podstawie aktu prawnego uchwalonego przez Sejm IX kadencji w dniu 12 czerwca 2008 „Par Liepājas Universitātes Satversmi”.
Na Uniwersytecie działają cztery Wydziały: Nauk Przyrodniczych i Społecznych, Humanistyczny, Pedagogiczny oraz Oświaty Dorosłych. Funkcjonują Katedry: Języka  Łotewskiego, Literatury, Matematyki i Informatyki, Sztuki i Projektowania, Pedagogiki Ogólnej i Specjalnej, Psychologii, Nauk Społecznych, Języków Obcych, Zarządzania, Nauki o Środowisku